# Recopa d'Europa de futbol 1960-61
La Recopa d'Europa de futbol 1960-61 fou la primera edició de la Recopa d'Europa de futbol. La final fou guanyada per l'ACF Fiorentina a la final davant del Rangers F.C.. Fou l'única edició de la competició en què la final es disputà a doble partit.

## Ronda preliminar
| Equip 1         | Global | Equip 2         | Anada | Tornada |
| --------------- | ------ | --------------- | ----- | ------- |
| Rangers F.C.    | 5-4    | Ferencvárosi TC | 4-2   | 1-2     |
| Vorwärts Berlín | 2-3    | RH Brno         | 2-1   | 0-2     |

## Quarts de final
| Equip 1                  | Global | Equip 2                 | Anada | Tornada |
| ------------------------ | ------ | ----------------------- | ----- | ------- |
| Borussia Mönchengladbach | 0-11   | Rangers F.C.            | 0-3   | 0-8     |
| FK Austria Wien          | 2-5    | Wolverhampton Wanderers | 2-0   | 0-5     |
| FC Lucerne               | 2-9    | ACF Fiorentina          | 0-3   | 2-6     |
| RH Brno                  | 0-2    | Dinamo Zagreb           | 0-0   | 0-2     |

## Semifinals
| Equip 1        | Global | Equip 2                 | Anada | Tornada |
| -------------- | ------ | ----------------------- | ----- | ------- |
| Rangers FC     | 3-1    | Wolverhampton Wanderers | 2-0   | 1-1     |
| ACF Fiorentina | 4-2    | Dinamo Zagreb           | 3-0   | 1-2     |

## Final
| Equip 1      | Global | Equip 2        | Anada | Tornada |
| ------------ | ------ | -------------- | ----- | ------- |
| Rangers F.C. | 1-4    | ACF Fiorentina | 0-2   | 1-2     |

| Guanyador de la Recopa d'Europa 1960-61 |
| --------------------------------------- |
| ACF Fiorentina Primer títol             |